# Joseph Vithayathil
Joseph Vithayathil est un prêtre catholique indien de rite syro-malabar, né le 23 juillet 1865 à Puthenpally dans le district d'Ernakulam, dans l'État du Kerala, en Inde, mort le 8 juin 1964.
Il est reconnu vénérable par l'Église catholique, le pape François ayant reconnu le 16 décembre 2015 l'héroïcité de ses vertus.

## Biographie

### Jeunesse, formation
Joseph Vithayathil naît le 23 juillet 1865 à Puthenpally près de Varapuzha, dans le district d'Ernakulam, dans l'État du Kerala, en Inde, au sein d'une famille catholique. Il a deux frères et deux sœurs.
Sur la suggestion du prêtre de sa paroisse, le Fr. Zecharias, Joseph Vithayathil commence ses études en vue de la prêtrise. Il entre au séminaire, le 30 mai 1881.

### Prêtre, directeur spirituel, fondateur
Il est ordonné prêtre le 11 mars 1894 par l'évêque Mar Adolph Medlycott du diocèse de Thrissur, dans l'église Saint-Antoine à Ollur (en), en même temps que onze autres ordinands. Il sert comme prêtre diocésain pendant plusieurs années, puis en 1902 il est envoyé comme exorciste, pour exorciser une jeune femme mystique attaquée par le démon, Mariam Thresia, en français Marie Thérèse Chiramel Mankidyan. Il devient alors son directeur spirituel jusqu'à sa mort en 1926. Il lui demande d'écrire son histoire depuis sa tendre enfance, selon les instructions de son évêque. Cela a pour résultat les Notes autobiographiques de la bienheureuse Mariam Thresia, où elle raconte les expériences et les événements de sa vie, jusqu'en 1905.
Il l'aide pour la fondation des Sœurs de la Sainte Famille de Thrissur le 14 mai 1914, congrégation religieuse bénie par Mar John Menachery. Il est nommé aumônier de ce couvent en 1922. Après la mort de Mariam Thresia, il dirige la congrégation, jusqu'à la formation de son conseil général en 1942. Sous sa direction, une école d'enseignement de couture, de tissage, de tricot et d'autres disciplines est créée en 1929 à Kuzhikkattussery.
Il meurt le 8 juin 1964. Il est enterré à Kuzhikkattussery, près de la tombe de Marie Thérèse.

## Procédure de béatification

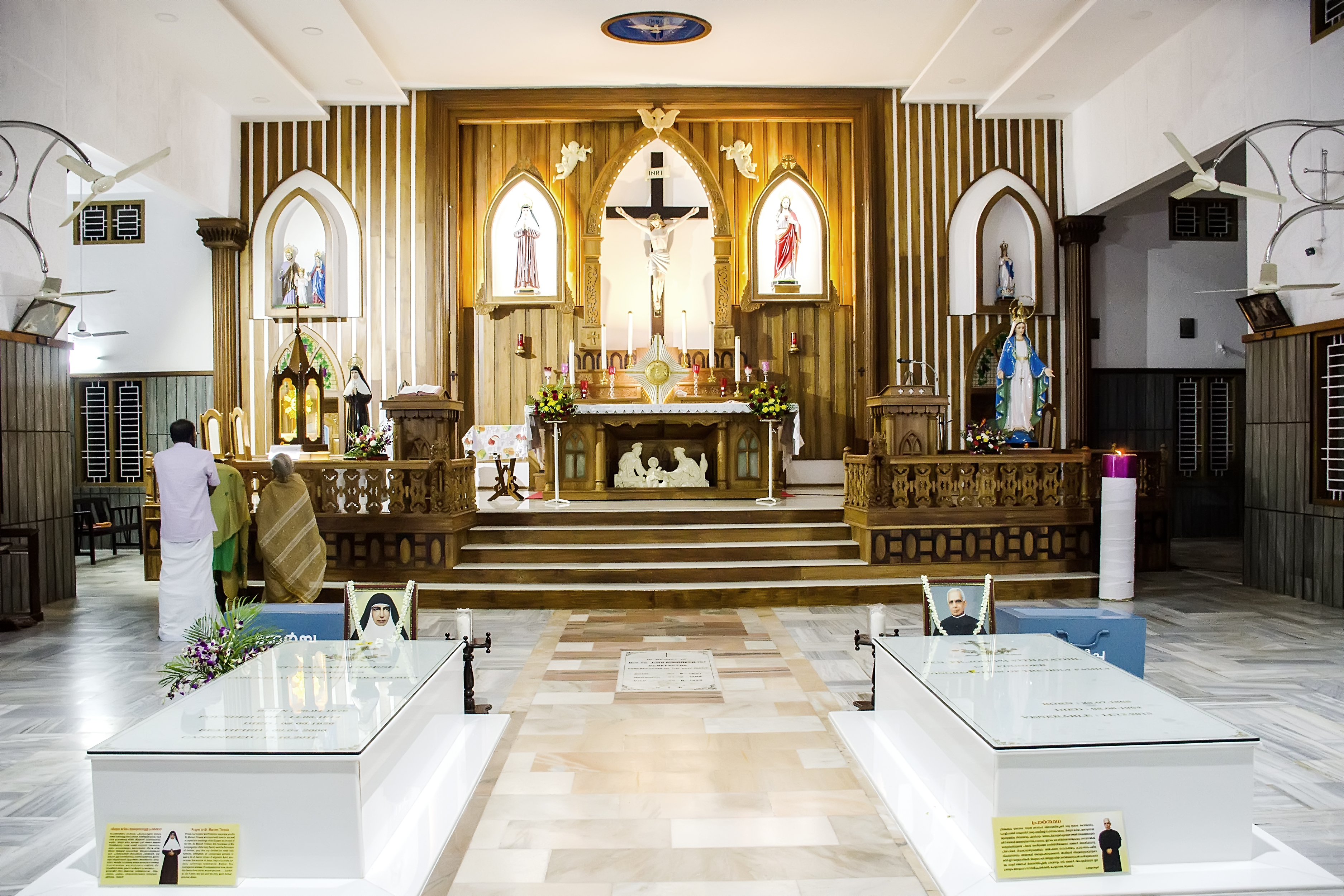
Tombe du vénérable à droite de la photo

La procédure pour la béatification de Joseph Vithayathil est ouverte au niveau diocésain, puis transférée à Rome. Le pape Jean-Paul II le déclare serviteur de Dieu le 18 mai 2004,. Mar Paul Alapatt, évêque du diocèse de Ramanathapuram, est le promoteur de la cause.
Ses vertus étant reconnues héroïques, Joseph Vithayathil est élevé au rang de vénérable le 14 décembre 2015 par le pape François,,. Sa fête est célébrée le 8 juin.